# 箱根溫泉

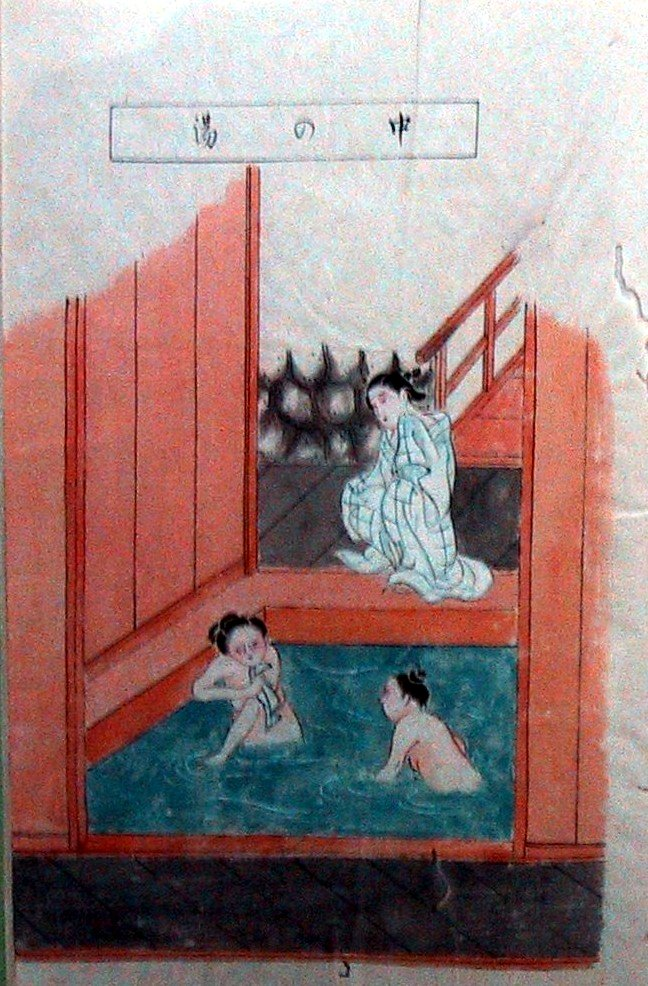
1811年的箱根浮世繪

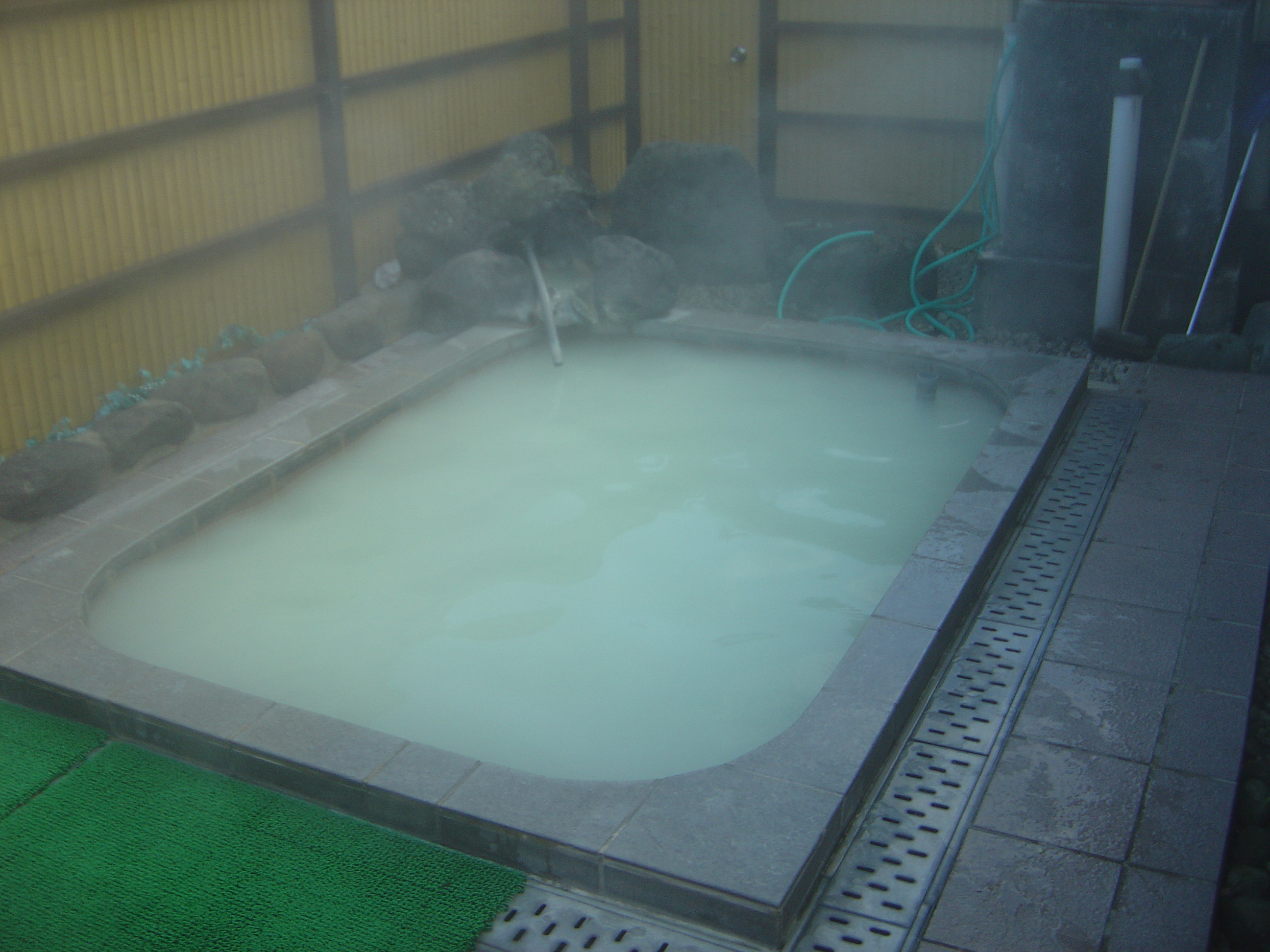
箱根溫泉的一座旅館浴池

箱根溫泉（日语：／ Hakone-onsen */?），是日本神奈川縣足柄下郡箱根町的溫泉之總稱。從箱根火山麓到山腹，散佈著溫泉街。附近為富士箱根伊豆國立公園。

## 歷史
奈良時代的天平10年（738年），由釋淨定坊發現開湯。豐臣秀吉發動小田原之戰，全國的武士長期在小田原城滯陣而成為全國知名的溫泉。
江戶時代，溫泉沿東海道逐漸繁榮，「箱根七湯」廣為人知。此時的箱根七湯是湯本、塔之澤、堂島、宮之下、底倉、木賀、蘆之湯。若加上遠離街道的姥子之湯，稱作「箱根八湯」。明治以後，箱根作為保養地、觀光地開發急速發展。戰後，西武鐵道和小田急電鐵致力於觀光開發，吸引更多觀光客，也開發許多新的溫泉。

## 箱根七湯

### 箱根湯本溫泉

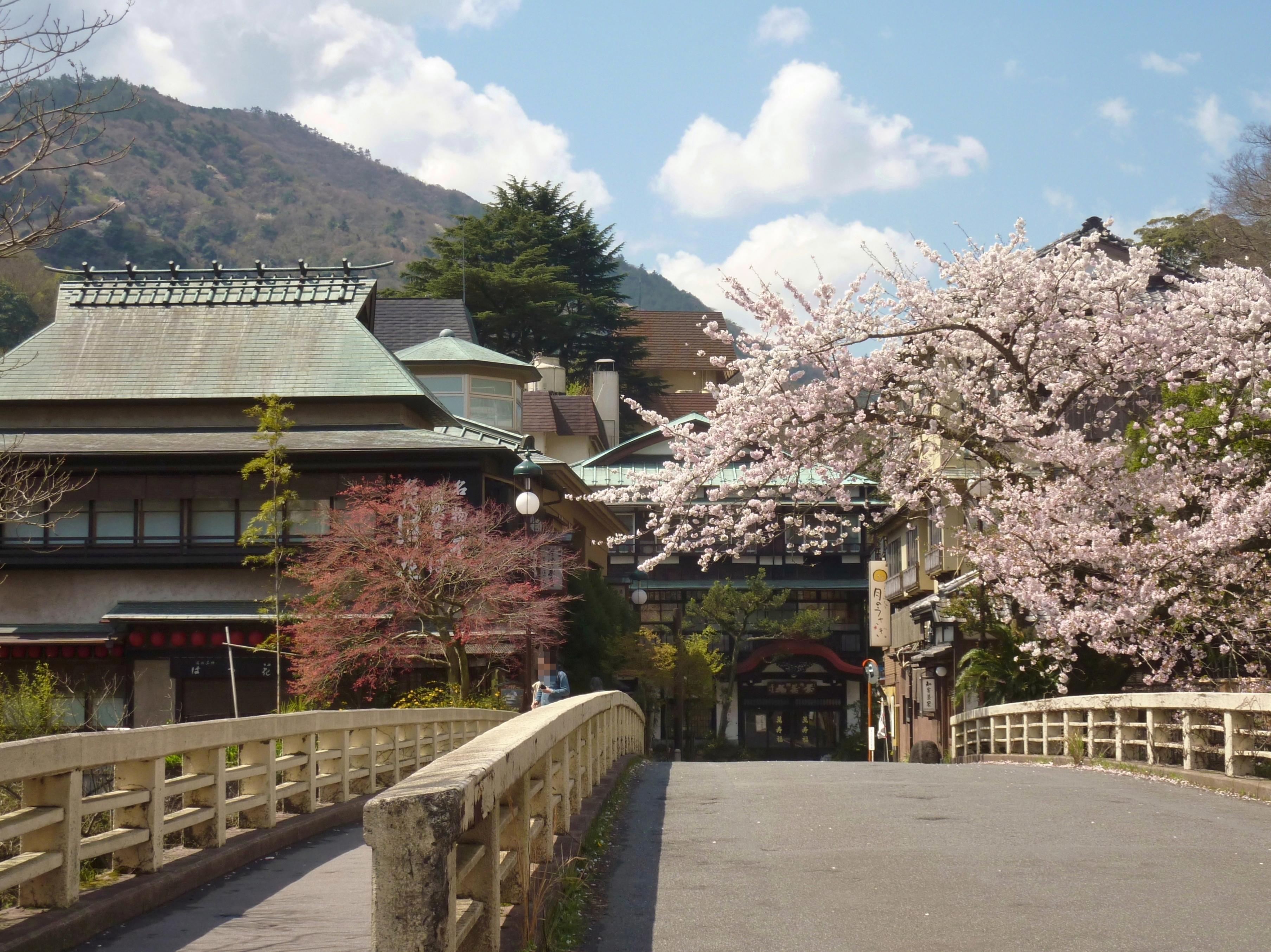
箱根湯本溫泉街

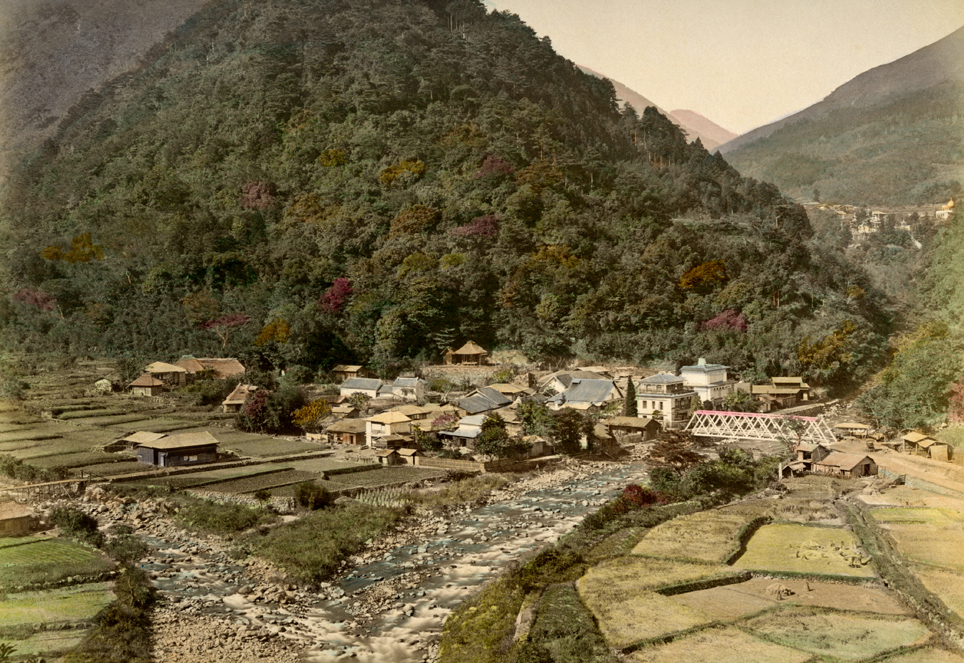
箱根湯本溫泉（明治時代・1890年）

箱根湯本溫泉是箱根的玄關口溫泉，十七湯之中歷史最悠久的溫泉。箱根登山鐵道箱根湯本車站下車即到。泉質是單純泉・塩性單純泉、30～80℃，對神經痛・關節痛・冷性體質有療效。箱根最大的溫泉街，共同浴場也相當多。
35°13′50″N 139°6′0″E / 35.23056°N 139.10000°E

### 塔之澤溫泉
塔之澤溫泉是箱根湯本溫泉後方的溫泉。箱根登山鐵道塔之澤車站下車。泉質是單純泉・塩性單純泉，對神經痛・關節痛・冷性體質有療效。伊藤博文、天璋院有淵源的溫泉。
35°13′58″N 139°5′36″E / 35.23278°N 139.09333°E

### 宮之下溫泉
宮之下溫泉在箱根登山鐵道宮之下車站下車。以許多名人住宿過的富士屋旅館有名。鈉・塩化物泉，對神經痛・關節痛・冷性體質有療效。
35°14′39″N 139°3′32″E / 35.24417°N 139.05889°E

### 堂島溫泉
堂島溫泉在宮之下付近的國道1號往下到早川溪谷的谷底，傳說是夢窗疎石開湯的溫泉。
35°14′41″N 139°3′45″E / 35.24472°N 139.06250°E

### 底倉溫泉

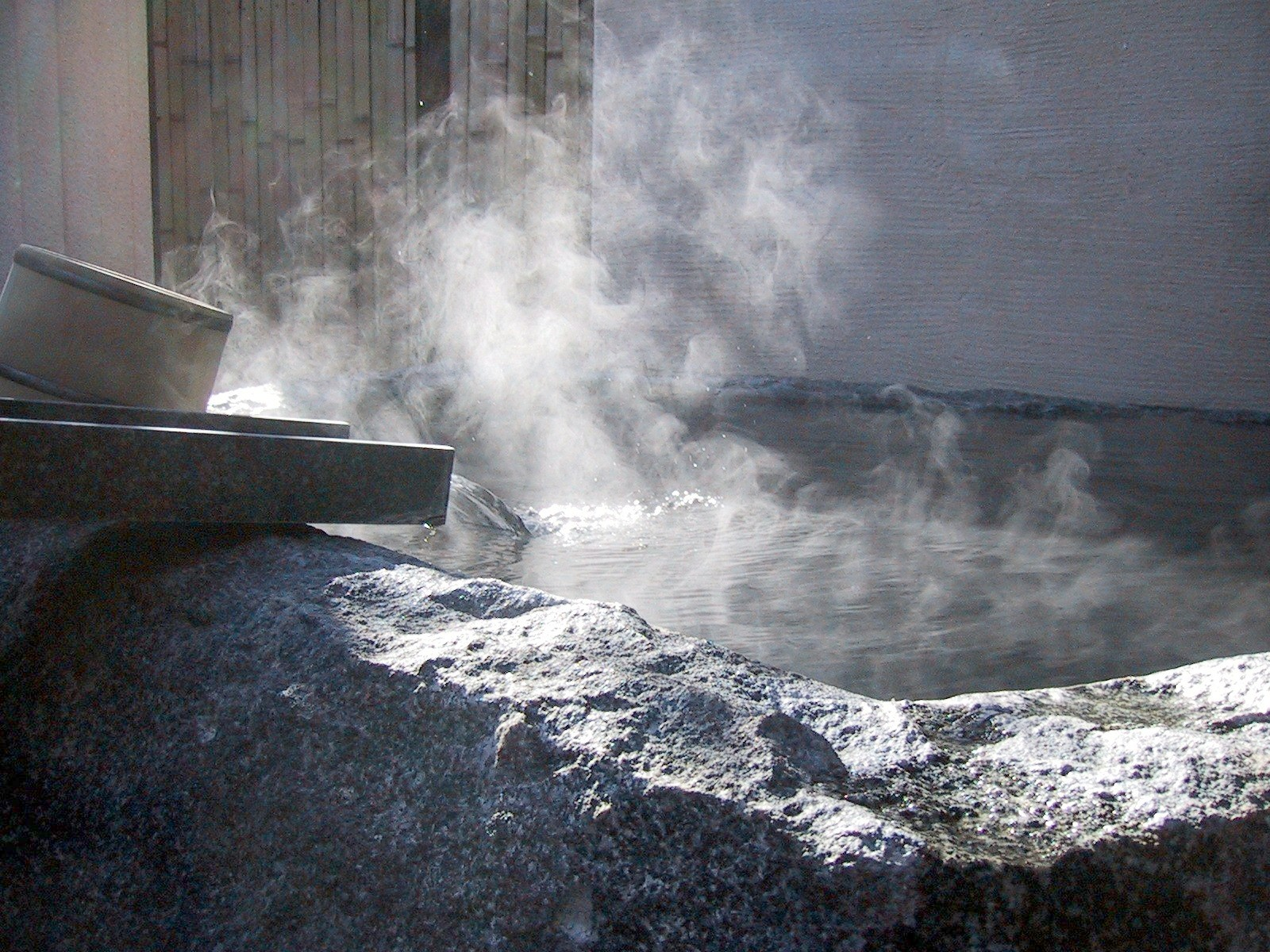
底倉溫泉

底倉溫泉在宮之下溫泉付近。有傳說是豐臣秀吉發掘的太閤石風呂。鈉・塩化物泉，對神經痛・關節痛・冷性體質有療效。
35°14′38.5″N 139°3′24.5″E / 35.244028°N 139.056806°E

### 木賀溫泉
木賀溫泉在宮之下溫泉付近，平安時代末期～鎌倉時代初期開湯，箱根七湯之中歷史僅次於湯本溫泉。泉質是單純泉・塩性單純泉，對刀傷・神經痛・關節痛・冷性體質有療效。
35°14′41″N 139°3′17″E / 35.24472°N 139.05472°E

### 蘆之湯溫泉
蘆之湯溫泉在國道1號最高處付近，箱根七湯之中標高最高。鎌倉時代開湯。單純硫磺泉，對神經痛・關節痛・動脈硬化有療效。
35°13′17″N 139°2′31″E / 35.22139°N 139.04194°E

## 箱根八湯
箱根七湯加上以下的溫泉，稱作箱根八湯。

### 姥子溫泉
姥子溫泉在神山的西北。泉質是單純溫泉、鈣-硫酸塩泉、鈉-硫酸塩泉。對眼病、神經痛・關節痛・冷性體有療效。約800年前開湯。溫泉名來自金太郎（坂田金時）被母親山姥帶到此地治療眼傷的傳說。
35°14′35″N 139°0′34″E / 35.24306°N 139.00944°E

## 箱根十七湯

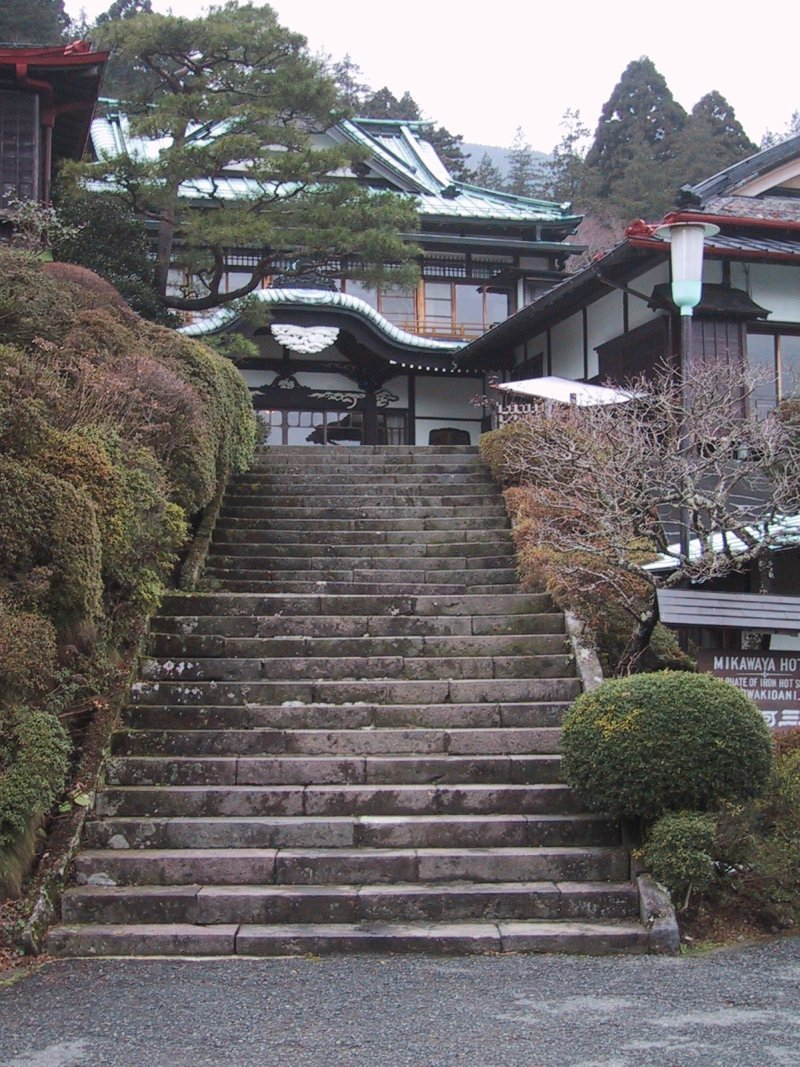
小涌谷溫泉的溫泉旅館

箱根八湯加上以下的9處溫泉，稱作箱根十七湯。

### 小涌谷溫泉
小涌谷溫泉在箱根登山鐵道小涌谷車站下車。古稱「小地獄」，明治天皇行幸之際改名。泉質是單純泉・塩性單純泉，對神經痛・關節痛・冷性體質有療效。
35°14′13″N 139°2′48″E / 35.23694°N 139.04667°E

### 強羅溫泉
強羅溫泉在箱根登山鐵道強羅車站下車。1894年（明治27年），從早雲山引湯後開始開發。強羅公園開闢、登山鐵道開通後的大正年間，政財界人士、文人在此地建設別莊。泉質多様。別莊轉型的保養所、高級旅館林立，周邊一帶美術館也相當多。
35°14′58″N 139°2′53″E / 35.24944°N 139.04806°E

### 大平台溫泉
大平台溫泉在箱根登山鐵道大平台車站下車。1951年（昭和26年）開湯。泉質是食塩泉。有共同浴場「姫之湯」。
35°14′15″N 139°4′23″E / 35.23750°N 139.07306°E

### 宮城野溫泉
宮城野溫泉在宮之下經木賀的早川對岸。1960年（昭和35年）開湯。
35°15′17.5″N 139°2′55″E / 35.254861°N 139.04861°E

### 二之平溫泉
二之平溫泉在箱根登山鐵道雕刻之森車站下車。1963年（昭和38年）開湯。有共同浴場「龜之湯」。
35°14′33.5″N 139°2′58.3″E / 35.242639°N 139.049528°E

### 仙石原溫泉
仙石原溫泉在標高700m左右的大草原，旅館、保養所散佈其中。
35°15′49″N 139°0′54″E / 35.26361°N 139.01500°E

### 湯之花澤溫泉
湯之花澤溫泉在駒岳中腹，標高950m，箱根十七湯之中標高最高。
35°13′32″N 139°2′17″E / 35.22556°N 139.03806°E

### 蘆之湖溫泉

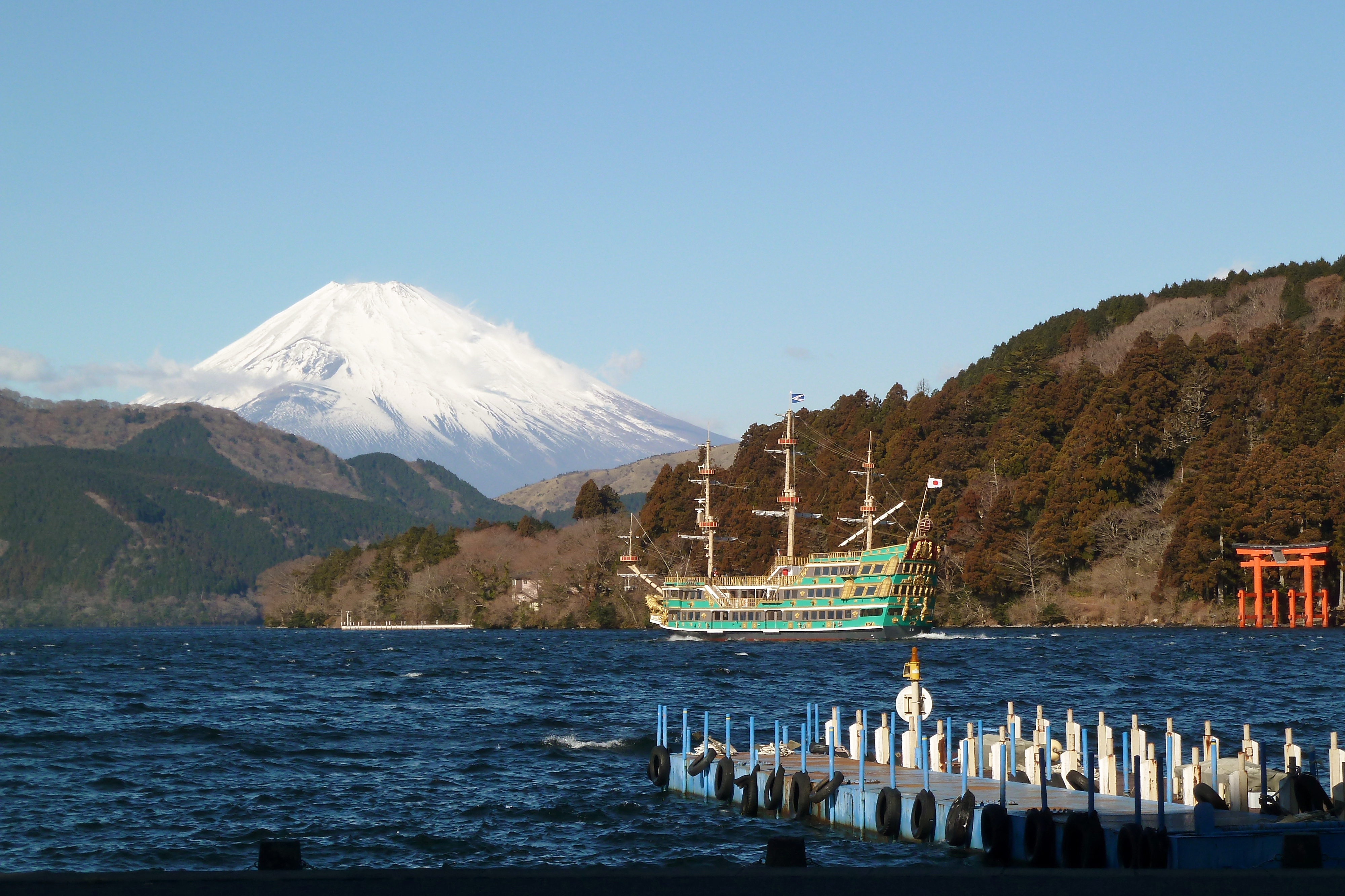
蘆之湖、遊覧船

蘆之湖溫泉在蘆之湖畔的元箱根。1966年（昭和41年）開湯。單純溫泉、單純硫磺溫泉。靠近關所、遊覧船場。
35°12′9″N 139°1′52″E / 35.20250°N 139.03111°E

### 蛸川溫泉
蛸川溫泉是箱根十七湯最新的溫泉，1987年（昭和62年）開湯。單純溫泉、鈣-硫酸塩泉。
35°12′38″N 139°0′40″E / 35.21056°N 139.01111°E

## 箱根二十湯

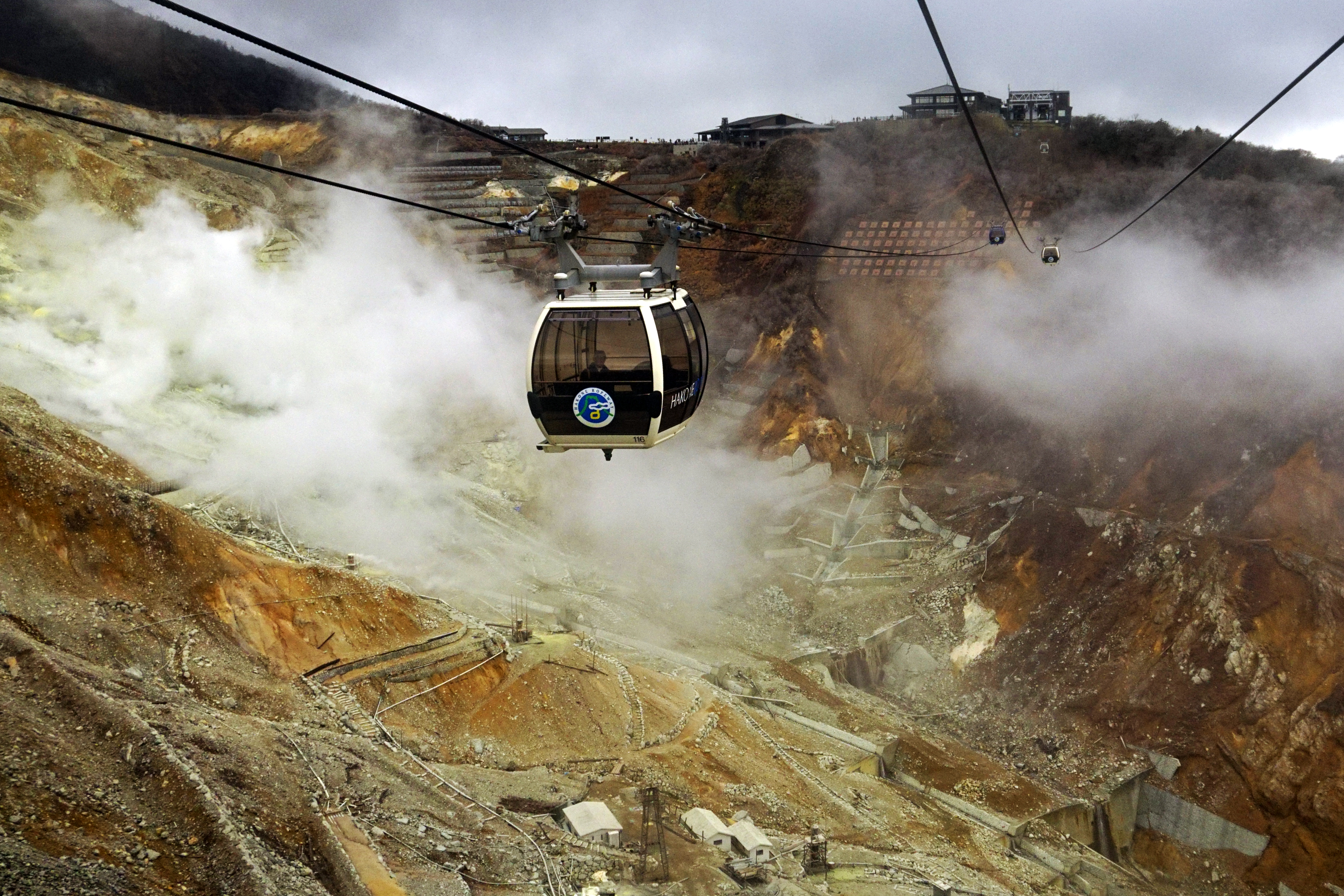
大涌谷

箱根十七湯加上以下的3處溫泉，稱作箱根二十湯。

### 大涌谷溫泉

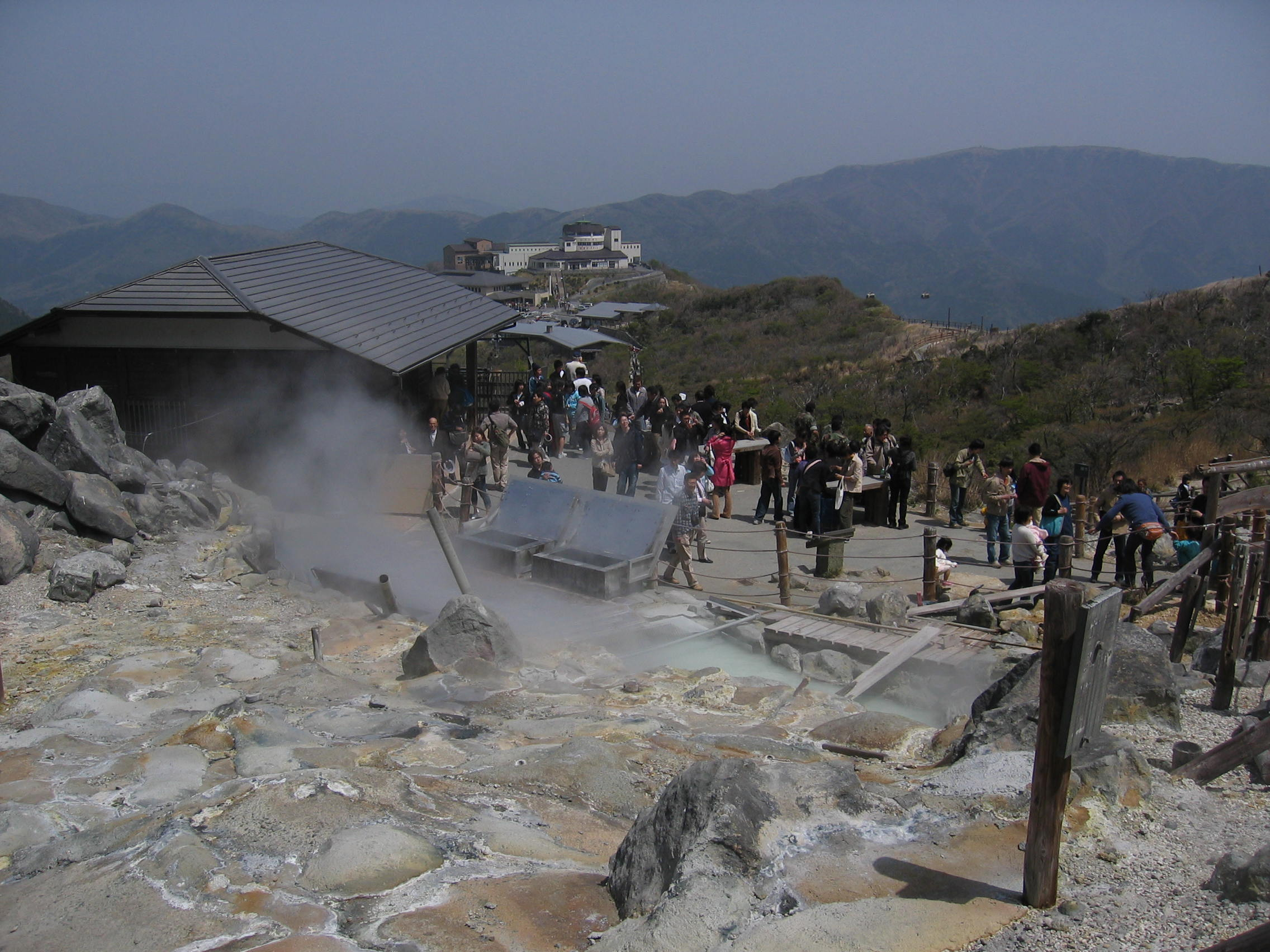
溫泉蛋店、大涌谷溫泉車站(遠景)

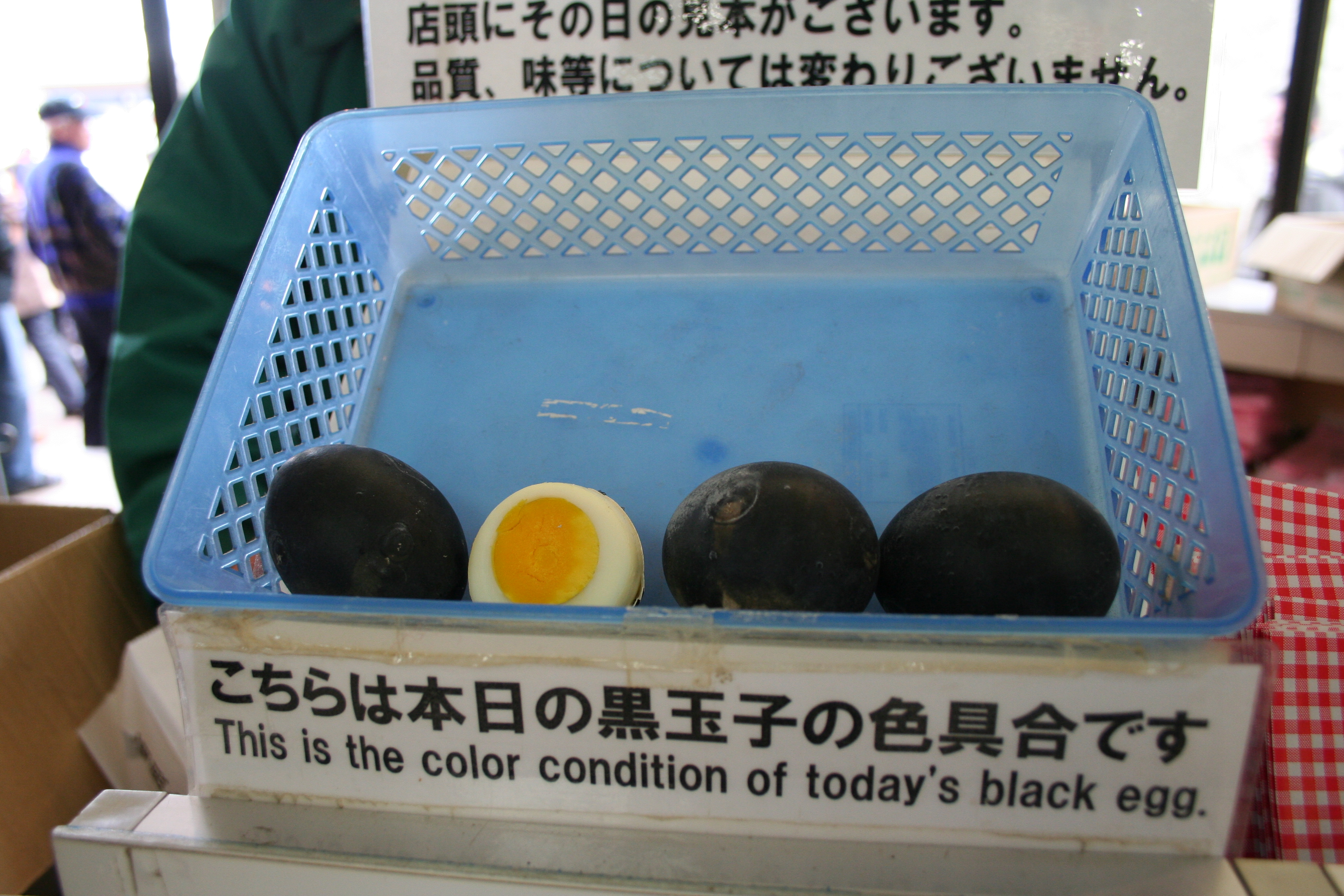
溫泉蛋(黑雞蛋)

大涌谷溫泉在箱根空中纜車大涌谷車站下車。泉質是酸性的硫酸塩・塩化物泉，對神經痛・筋肉痛・關節痛有療效。
35°14′33″N 139°1′10″E / 35.24250°N 139.01944°E

### 湖尻溫泉
湖尻溫泉在箱根纜車的終點桃源台車站周邊的蘆之湖北岸，1960年代以降新開發的溫泉。
35°14′28″N 138°59′31″E / 35.24111°N 138.99194°E

### 早雲山溫泉
早雲山溫泉在早雲山車站下車。溫泉在大雄山最乘寺箱根別院內。泉質是鈣・鎂・鈉-硫酸塩泉。
35°14′41″N 139°2′7″E / 35.24472°N 139.03528°E

## 關連項目
- 溫泉、溫泉街、外湯、溫泉番付、日本溫泉列表、名湯百選
- 日本二十五勝

## 外部連結
- 箱根町観光協会 （页面存档备份，存于）
- 箱根溫泉旅館協同組合 （页面存档备份，存于）